# Tosse (Adelsgeschlecht)
Tosse, auch Toss, Thoß oder Thossen, ist der Name eines vogtländischen Adelsgeschlechtes.

## Geschichte
Die Familie ist aus der Familie von Schöneck hervorgegangen, namensgebend für Burg Schöneck und gleichnamigen Ort Schöneck. Die Ortschaft Thossen, heute eingemeindet nach Weischlitz ist nach der Familie benannt.
In Adorf verfügte die Familie seit Ende des 14. Jahrhunderts mit dem Thossenhof über einen privilegierten Rittersitz innerhalb der Stadt. In der Guttenberger Fehde waren ihre Besitzungen bei Adorf 1380 als Unterstützer der Vögte von Weida ein Ziel des im Mittelpunkt stehenden Raubzuges. Beim Stadtbrand von 1543 war auch der Thossenhof betroffen. Der Stadt Adorf gelang es im Laufe der Zeit die drei Rittersitze mit dem dazugehörigen Besitz zu erwerben. Die Thossen verkauften 1605 ihren Hof und 1611 dazugehörige Besitzungen. Die beiden anderen Rittersitze gehörten den Gößnitz und Falkenstein.
Fünf Familienmitglieder befanden sich 1524 als Söldner im Ordensheer in Preußen.
In der Spätzeit des Geschlechtes waren Familienmitglieder als Raubritter bzw. Plackerer bekannt. Eberhard Tosse zu Adorf war an den Kampfhandlungen der Guttenberger Fehde beteiligt und schloss sich ebenfalls der Adelsfehde gegen Eger an. Er war ein Helfer des Raubritters Friedrich von Neuberg.

## Wappen
Nach einem Siegel von 1534, Blasonierung: Der Schild gespalten, überdeckt von einem mit fünf Pfählen belegten Balken. Auf dem Helm fünf fächerartig zusammengesetzte Lilienstäbe.
Die Tingierung ist nicht bekannt.